# Cesare Teofilato
Cesare Alfredo Teofilato (Francavilla Fontana, 28 gennaio 1881 – Francavilla Fontana, 29 dicembre 1961) è stato uno storico, bibliotecario e politico italiano.

## Biografia
Frequentò le scuole del suo paese e poi l'Istituto Magistrale di Lecce, si iscrisse quindi all'Università di Napoli senza completare gli studi.
Nel 1904 aderì al Partito Socialista Italiano e si iscrsse alla massoneria nel 1909. Collaborò con l'Avanti! e con il Corriere delle Puglie e venne considerato "scrittore del libero pensiero". Fondò e diresse " La Scuola Libera" a Francavilla Fontana, (1913-1915) rassegna di coltura e di educazione popolare. Aderì alla Confederazione Generale Italiana del Lavoro nel 1919.
Arrestato per ragioni politiche nel 1926, fu rilasciato l'anno seguente. Condusse anche diverse indagini archeologiche rinvenendo una struttura architettonica a carattere difensivo nelle campagne di Francavilla Fontana e sulla cittadella messapica di ''Allianum'' (Agliano) posta tra i comuni di Manduria e Sava. Per ragioni politiche, nel 1943, fu nuovamente tradotto in carcere a Bari. 
Nel 1938 pubblica la sua prima raccolta di poesie Storie dell'Eremo, l'eremo era il suo casolare sulla strada che conduceva a Ceglie nel quale si trovava confinato sotto la costante vigilanza del fascismo..
Nell'autunno del 1943 fu nominato segretario del locale Comitato di Liberazione Nazionale. Dal 1944 fu direttore della Biblioteca nazionale Sagarriga Visconti-Volpi e fu sindaco di Francavilla Fontana dal 1944 al 1946. Dal 1945 fu prima socio ordinario della Società di storia patria per la Puglia, quindi socio d'onore.
Il comune di Francavilla Fontana gli ha intitolato il MAFF (Museo Archeologico Francavilla Fontana) ed una via.

## Opere (selezione)
- Giulio Cesare Vannini nel Terzo centenario del suo martirio : Profilo biografico Milano : Tip. Ed. La Stampa D'avanguardia, 1921
- I sonetti dell'Eremo, Edizione "Rudia", Francavilla Fontana, 1938
- Acer Spiritus- nuovi sonetti,  Edizione "Rudia", Francavilla Fontana, 1939
- Sito di Francavilla e sue vicende nel secolo XIV, Francavilla Fontana, Tip. Rudia 1938
- Per Nozze, regia tipografia salentina, Lecce, 1941
- Stato e comune nella dottrina socialista, Tip. Ed. Salentina, 1944
- Cesare Teofilato e Nicola Vacca, Pietro Palumbo (1839-1915); storico della Terra d'Otranto, Società di storia patria per la Puglia, 1954
- Strofe intime, Marrazzi, 1956